# ZUDWA
ZUDWA — песня петербургской музыкальной группы «Химера», присутствующая на одноимённом альбоме, официальный релиз которого состоялся в феврале 1997 года.

## История
Впервые песня «ZUDWA» была исполнена группой «Химера» в клубе Tamtam. Также исполнялась на концерте в Германии 26 апреля 1996 года. Эта запись присутствует на концертном альбоме Live In Lola Club.
Значение и происхождение слова «ZUDWA» до сих пор остаётся неясным. Илья Чёрт, отвечая на вопрос фанатов «что такое ZUDWA?», высказывал мнение, что это «сказочное существо, придуманное вокалистом группы „Химера“». Также существует мнение, что Эдуард выдумал его сам, как сокращение от «зарядное устройство модели 2», якобы найденного им на берегу озера Куйто, неподалёку от которого он провёл своё детство, проживая в то время в посёлке Калевала (Карелия).

— Что такое «ZUDWA», всё-таки?
— … уффф… «ZUDWA» — это… это «ZUDWA»! Эдик пытался в одном из интервью последних, которые у нас остались записанные на видео, ответить на этот вопрос и у него это тоже не получилось. Но для меня это песня, которая в период записи этого альбома, абсолютно точно определяет этот момент времени.
— Из диалога Геннадия Бачинского и Всеволода Гаккеля
Редакция журнала FUZZ находила в композиции признаки ритмического и мелодического строения культовой песни «Bela Lugosi’s Dead» группы «Bauhaus».

## Отражение в культуре
Группа «Пилот» исполняла песню «ZUDWA» на своих концертах. Студийная версия этой композиции присутствует на их альбоме «Времена года». Эта же песня в исполнении группы «Пилот» вошла в трибьют-альбом «Тотальный Джаз», посвящённый группе «Химера».

Ещё с первого исполнения этой песни в Там-Таме я был очарован ею, и меня завораживало это слово.
— Всеволод Гаккель о песне «ZUDWA»
Также в трибьюте принимали участие Всеволод Гаккель, Геннадий Бачинский, Свиньи в Космосе и «Последние танки в Париже».
Песня цитируется в нескольких стихотворениях Лёхи Никонова. В частности, в стихотворении, посвящённом Эдуарду Старкову, «Февраль 98» из трилогии «Нулевые».

## Участники записи
- Эдуард «Рэтд» Старков — вокал, гитара, духовые
- Юрий Лебедев — бас-гитара
- Павел Лабутин — виолончель
- Владислав «Витус» Викторов — барабаны
- Всеволод Гаккель — продюсер
- Светлана «Тося» Лилло - вокал "Джирмайда"